# Eparquia de Kiev
Eparquia de Kiev (em ucraniano:  Київська єпархія, transl. Kievska eparchiya, em russo:  Киевская епархия) é uma uma unidade territorial eclesiástica e administrativa da Igreja Ortodoxa Ucraniana. Atualmente, une paróquias e mosteiros no território dos raions de Bucha, Fastiv, parcialmente Vishgorod (Zona de Exclusão da Usina Nuclear de Chernobyl, comunidades de aldeias de Ivankovskaia e Polesskaia) e raions de Obukhov (Vasilkovskaia, Obukhovskaia e comunidades urbanas) do oblast de Kiev.
A Catedral é a igreja refeitório de Santo Antônio e São Teodósio da Lavra das Cavernas de Kiev. Desde 2010, está em andamento a construção da nova Catedral da Ressurreição de Cristo.
O bispo governante é o primaz da Igreja Ortodoxa Ucraniana, metropolita Onúfrio Berezovski de Kiev e de Toda a Ucrânia.

## História

Eparquia de Kiev

A história da moderna eparquia de Kiev remonta ao bispado Rus', dentro do Patriarcado de Constantinopla. A eparquia (ou metrópole) de Kiev foi mencionada pela primeira vez em 891, 60º na lista de cátedras subordinadas ao Patriarca de Constantinopla, e 61º na carta do imperador Leão (886-911), já que nesta lista a metrópole de Laodicéia é repetida duas vezes.
O estabelecimento da eparquia de Kiev como cátedra da metrópole de Kiev, que incluía várias eparquias, é novamente mencionado em conexão com o Batismo da Rússia sob o grão-duque Vladimir. Este estabelecimento data de 988.
Após o cerco tártaro de Kiev em 1240, a residência do metropolita de Toda a Rússia foi transferida em 1299 para Vladimir, e em 1325 para Moscou. Ao mesmo tempo, os chefes da metrópole Rus' continuaram a ser intitulados metropolitas de Kiev e de Toda a Rússia até a morte de Jonas de Moscou em 1461, enquanto um bispo sufragâneo permaneceu em Kiev.
A partir da primeira metade do séc. XIV, como resultado do desejo dos príncipes da Galícia-Volínia e da Lituânia de terem o seu próprio metropolita, começaram a instalar-se nas suas terras os seus próprios metropolitas, em oposição aos que estavam em Moscou. Estes cargos de metropolitas anti-Moscou também estavam ligados aos esforços dos católicos romanos que começaram então a afastar a Rússia da Ortodoxia, criando uma hierarquia alternativa de mentalidade uniata. Assim, durante o tempo de Aleixo de Moscou, havia três metropolitas de toda a Rússia e, no tempo de Cipriano, quatro. Como resultado, em 1458 a metrópole foi finalmente dividida em duas: a Kiev-Moscóvia no nordeste das terras russas e a Kiev-Lituânia no sudoeste.
Em conexão com a separação da Igreja de Constantinopla, a partir de 1461, os metropolitas de Kiev-Moscou começaram a ser intitulados como "Moscou e Toda a Rússia" (ou simplesmente "Toda a Rússia" sem indicar a cátedra), e o título "de Kiev e Toda a Rússia" novamente começou a pertencer ao metropolita da metrópole de Kiev-Lituânia com sé em Navahrudak.
Os metropolitas do sudoeste da Rússia mantiveram a sua subordinação ao trono de Constantinopla, mas ao mesmo tempo inclinaram-se frequentemente para a Unia sob pressão das autoridades leigas católicas romanas. Em 1595, a metrópole Kievana-Lituana do sudoeste finalmente se afastou da Ortodoxia sob os termos da União de Brest. Este foi o início da metrópole uniata “greco-católica” de Kiev.
Em 1620, a sé metropolitana ortodoxa foi restaurada pela Igreja de Constantinopla em Kiev, que se tornou novamente o centro da metrópole homônima.
Em 1685-1686, a eparquia de Kiev, juntamente com toda a metrópole de Kiev, foi transferida do Patriarcado de Constantinopla para o Patriarcado de Moscou, que sucedeu à metrópole de Kiev-Moscóvia.
Por decreto do czar Pedro I, os metropolitas de Kiev no início do séc. XVIII passaram a ser chamados de arcebispos. Isso continuou até meados daquele século, quando, por decreto da imperatriz Elisabete Petrovna, foram novamente concedidas a dignidade metropolitana.
Nos séculos XVII-XVIII, a eparquia de Kiev consistia em duas partes nas margens direita e esquerda do Dniepre dentro dos limites que mais tarde foram transferidos para os gubernias de Chernigov e Poltava. A maior parte da eparquia era chamada de “Eparquia de Kiev”, e a parte menor era chamada de “Eparquia Exterior”.
No séc. XVIII, a Capelania de Varsóvia, na Comunidade Polaco-Lituana, estava sob a jurisdição do metropolita de Kiev.
Desde 1918, por decisão do Concílio da Igreja Ortodoxa Russa de 1917-1918, os bispos de Kiev tornaram-se novamente os chefes não apenas de sua eparquia, mas também da região eclesiástica autônoma na Ucrânia. Após a sua extinção, foi estabelecido o Exarcado Ucraniano por decreto do patriarca Ticônio.
O Sínodo Episcopal da Igreja Ortodoxa Russa, de 25 a 27 de outubro de 1990, restabeleceu a Igreja Ortodoxa Ucraniana com amplos direitos de autonomia, dentro da qual a eparquia de Kiev é a primaz e é governada diretamente pelo metropolita de Toda a Ucrânia.